# いそべっちの気まぐれプチ旅行
『いそべっちの気まぐれプチ旅行』（いそべっちのきまぐれプチりょこう）は、2006年10月8日から2008年9月まで、奈良テレビで毎週日曜日の12:45 - 13:00（JST）に放送されていた情報・バラエティー番組。南都銀行提供。

## 概要
「いそべっち」こと磯部公彦と稲垣早希が奈良県内各地を散策。プレイスポットやグルメ、歴史などを紹介し、県内で楽しめる“大人の日帰りプチ旅行”を提案する。

## 出演者
- 磯部公彦（まるむし商店）
- 稲垣早希

## 放送時間
- 毎週日曜日 12:45 - 13:00（15分間）